# ワシントンメトロブルーライン
ブルーライン（Blue Line）は、アメリカ合衆国ワシントンD.C.のワシントンメトロの地下鉄路線。メリーランド州プリンスジョージズ郡のダウンタウンラーゴ駅からワシントンD.C.を経由してバージニア州フェアファックス郡のフランコニア・スプリングフィールド駅までを結ぶ。26の駅で構成され、オレンジライン、シルバーライン、イエローラインと路線の一部を共有している。